# Paradigma (wetenschapsfilosofie)
Een paradigma is het stelsel van modellen en theorieën dat, binnen een gegeven wetenschappelijke discipline, het denkkader vormt van waaruit de werkelijkheid geanalyseerd en beschreven wordt. Langer bestaande paradigma's worden vaak niet meer bewust beleefd. Het onderwijs in een gegeven vakdiscipline maakt een paradigma impliciet vanzelfsprekend.

## Etymologie
Paradigma, een leenwoord ontleend aan het Oudgriekse παράδειγμα, betekent oorspronkelijk voorbeeld; het Griekse meervoud παραδείγματα paradigmata wordt vaak vernederlandst tot paradigma's.
In de Timaeus van Plato is paradigmata een van de synoniemen die Plato in zijn leer gebruikt voor ideale uit de bovenwereld afkomstige oerbeelden of Ideeën. Aan de hand van deze Ideeën kon De goddelijke werkman de aardse wereld vormgeven.
Als leenwoord wordt paradigma vanuit zijn oorspronkelijke Griekse betekenis voorbeeld in de grammatica en in de retorica gebruikt: respectievelijk paradigma als voorbeeld-rijtje van woordvervoeging en paradigma als synoniem voor een, tijdens een betoog als voorbeeld gebruikte, parabel of fabel. In 1962, geïnspireerd door Plato, introduceerde Thomas Kuhn in zijn boek The Structure of Scientific Revolutions de term paradigma met de betekenis van tijdsgebonden maatschappelijke/wetenschappelijke mentale gesteldheid.

## Paradigma in de wetenschapsfilosofie
Een nieuwe wetenschappelijke waarheid overwint niet door de tegenstanders te overtuigen en hen het licht te laten zien, maar omdat de tegenstanders ten slotte sterven en er een nieuwe generatie opgroeit die ermee vertrouwd is. (Max Planck, in zijn wetenschappelijke autobiografie)
De wetenschapsfilosoof Thomas Kuhn beschreef de voortschrijdende ontwikkeling van kennis in de vorm van paradigma's. Bij het toepassen van een wetenschappelijke methode komen steeds opnieuw waarnemingen naar boven die niet in de bestaande modellen of paradigma's passen (anomalieën). Gedurende enige tijd is het mogelijk om via kleine aanpassingen van een model de nieuwe waarneming in te passen, maar soms gebeurt het dat deze opeengestapelde aanpassingen een model steeds meer onder spanning zetten: het model is niet langer mooi, maar kent vele uitzonderingen of bijzondere situaties. Op zulke momenten kan een nieuwe set theorieën ontstaan, een nieuw paradigma, dat op een andere manier alle tot dan toe bekende waarnemingen kan verklaren. Er zal zich rond de nieuwe theorie een groep wetenschappers vormen die de nieuwe theorie aanhangen, maar tegelijkertijd zal er onder andere wetenschappers een weerstand opkomen tegen deze verandering; deze laatste groep zal de oude theorie blijven verdedigen. Als de nieuwe theorie succesvol blijkt en steeds meer aanhang krijgt, is er sprake van een paradigmaverschuiving.
Een dergelijke paradigmawisseling betekent volgens Kuhn overigens niet dat er een beter, vooruitgegaan paradigma voor het oude in de plaats komt, dat er sprake zou zijn van toenemende kennis. Hij stelt dat de opeenvolgende paradigma's onderling gelijkwaardig zijn: het menselijk denkkader verandert bij iedere wisseling zo sterk dat de wereld er nadien onvergelijkbaar anders uitziet. Er is, aldus Kuhn, geen sprake van onderling meer- of minderwaardige, maar van verschillende paradigma's. Binnen ieder afzonderlijk paradigma bleken in het verleden nieuwe wetenschappelijke inzichten steeds mogelijk, natuurwetenschappers slagen er op enig moment in vraagstukken op te lossen binnen het dan geldende paradigma.
Kuhn bestrijdt verder Karl Popper wat betreft het belang dat deze hecht aan de falsificatie voor de wetenschap. Kuhn stelt dat tijdens de periode van gelijke bewijzen van het op dat moment heersende paradigma er geen serieuze falsificatie geduld wordt, terwijl tijdens een paradigmaverschuiving of wetenschappelijke revolutie geen redelijke discussie tussen het oude en nieuwe paradigma mogelijk is.
Een kritiek op Kuhn is dat zijn paradigmabegrip alle kanten uitgaat en nauwelijks gedefinieerd is. Masterman onderscheidde niet minder dan 21 betekenissen waarin hij de term in zijn hoofdwerk gebruikte.

### Voorbeelden
Heliocentrisme en newtoniaans wereldbeeldEen sprekend voorbeeld van een paradigmaverschuiving is de Copernicaanse revolutie in het wereldbeeld vanaf de 16e eeuw onder invloed van het werk van astronomen als Nicolaas Copernicus, Tycho Brahe, Johannes Kepler, Galileo Galilei en Isaac Newton: hun voorkeur voor empirische waarnemingen boven religieuze voorstellingen doorbrak het eerdere op autoriteit berustende aristoteliaanse wereldbeeld. Men spreekt sedertdien over het newtoniaanse wereldbeeld.
MercuriusEen beroemde anomalie is het gedrag van de planeet Mercurius. De omwenteling van Mercurius om de zon voldoet niet aan de zwaartekrachtswetten van Newton. Die anomalie heeft men tientallen jaren proberen te verklaren, onder andere met een onontdekte planeet, Vulcanus. Einstein stelde met zijn algemene relativiteitstheorie een paradigmatische verandering van de opvatting over het heelal voor, waar het gedrag van Mercurius wel in paste. Die relativistische voorstelling van Einstein van het heelal werd de opvolger van de klassieke newtoniaanse voorstelling.
Zwarte stralers en kwantummechanicaEen tweede anomalie kwam voort uit onderzoek naar de straling die door ideale (theoretisch volmaakte) hete lichamen - zwarte stralers - wordt uitgezonden. Spectraalanalyse daarvan vertoonde een patroon dat aanvankelijk onverklaarbaar leek. Max Planck slaagde er in 1900 als eerste in een theoretisch verklaringsmodel op te stellen. Daarbij nam hij, als revolutionaire rekenmethode, aan dat straling werd uitgezonden in discrete (afzonderlijke) pakketjes: kwanta. Deze aanname was niet in overeenstemming met de heersende idee dat natuurkundige grootheden slechts continu (in geleidelijk variërende hoeveelheden) kunnen bestaan. Plancks aanname bleek uiteindelijk te kloppen, en de kwantummechanica die hiermee het levenslicht zag werd een van de grootste paradigmaverschuivingen in de twintigste-eeuwse natuurkunde.